# Johannes Brinkmann (Ethiker)
Johannes Brinkmann (* 1950) ist ein deutscher Ethiker und Hochschullehrer.

## Leben
Nach dem Schulbesuch studierte Johannes Brinkmann Soziologie an den Universitäten Münster und Oslo. 1972 wurde er in Münster Magister Artium und 1975 promovierte er dort zum Dr. phil.
Johannes Brinkmann spezialisierte sich auf Wirtschafts- und Unternehmensethik mit dem Schwerpunkt auf Marketing- und Konsumentenethik mit wirtschaftsethischer Perspektive.
Im Jahre 2002 erfolgte seine Berufung zum Professor für Wirtschafts- und Unternehmensethik an der Norwegian Business School BI in Oslo. Von 2016 bis 2019 unterrichtete er an der Arctic University of Norway in Tromsø und wurde dann emeritiert.

## Schriften (Auswahl)
- (mit Gisela Steenbuck): Wirtschaftsethik lehren mit moralischem Theater. In: Zeitschrift für Wirtschafts‐ und Unternehmensethik, Band 3 (2002), S. 58–76.
- Business and Marketing Ethics as Professional Ethics. Concepts, Approaches and Typologies. In: Journal of Business Ethics, Band 41 (2002), S. 159–177.
- Moral Reflection Differences among Norwegian Business Students. A Presentation and Discussion of Findings. In: Teaching Business Ethics, Band 6 (2002), S. 83–99.
- Looking at consumer behavior in a moral perspective. In: Journal of Business Ethics, Band 51 (2004), S. 129–141.
- Understanding Insurance Customer Dishonesty. Outline of a Situational Approach. In: Journal of Business Ethics, Band 61 (2005), S. 183–197.
- (mit Beate Lindemann): Zur Äußerung moralischer Bedenken in Geschäftsgesprächen. In: Fremdsprachenunterricht im Spannungsfeld zwischen Sprachwissen und Sprachkönnen, htw, Saarbrücken 2014, S. 385–398.
- (mit Hans Jörg Schlierer): The use of online resources for teaching business ethics. A pilot project, a framework and recommendations. In: Journal of Business Ethics Education, Band 14 (2017), S. 261–284.
- Nathan the Wise. Addressing enlig htenment, wisdom, and tolerance. In: Journal of Business Ethics Education, Band 14 (2017), S. 179–198.
- The potential use of sociological perspectives for business ethics teaching. In: Journal of Business Ethics, Band 156 (2019), H. 1, S. 273–287.